# Europejski Obszar Szkolnictwa Wyższego
Europejski obszar szkolnictwa wyższego (EOSW) jest jedyną w swoim rodzaju europejską przestrzenią edukacyjną wszystkich krajów uczestniczących w procesie bolońskim w dziedzinie szkolnictwa wyższego. Został on uruchomiony w marcu 2010 r. podczas konferencji Europejskich Ministrów Edukacji Budapeszt-Wiedeń z okazji 10. rocznicy procesu bolońskiego.
Głównym celem procesu bolońskiego od jego powstania w 1999 r. było zapewnienie bardziej porównywalnych, kompatybilnych i spójnych systemów szkolnictwa wyższego w Europie. W latach 1999–2010 wszystkie wysiłki członków procesu bolońskiego były ukierunkowane na utworzenie europejskiego obszaru szkolnictwa wyższego, który stał się rzeczywistością wraz z deklaracją budapeszteńsko-wiedeńską z marca 2010 r. Aby przystąpić do EOSW, kraj musi podpisać i ratyfikować traktat Europejskiej Konwencji Kulturalnej.

## Cele ogólne
Głównymi celami są promowanie mobilności studentów i pracowników, szans absolwentów na zatrudnienie oraz europejski wymiar szkolnictwa wyższego. Uwzględniając różnorodność systemów krajowych, członkowie EOSW zgadzają się przyjąć:
- wspólny system łatwo czytelnych i porównywalnych dyplomów;
- Ramy oparte głównie na trzech głównych cyklach: licencjat, magister, doktorat;
- Wspólny system zapewniania jakości[4].

Celem procesu bolońskiego jest rozszerzenie dostępu do szkolnictwa wyższego, dalsza poprawa jakości i atrakcyjności europejskiego szkolnictwa wyższego; zwiększenie mobilności studentów i nauczycieli, a także zapewnienie skutecznego zatrudnienia absolwentów szkół wyższych, ponieważ wszystkie stopnie naukowe i inne kwalifikacje powinny być ukierunkowane na rynek pracy. Utworzenie jednolitej europejskiej przestrzeni edukacyjnej było głównym celem porozumienia bolońskiego i cel ten został osiągnięty w 2010 roku.

## Historia
Pod wieloma względami proces boloński stał się rewolucyjny w dziedzinie europejskiego szkolnictwa wyższego. Jego początki sięgają połowy 1970 roku, kiedy Rada Ministrów UE przyjęła rezolucję w sprawie pierwszego programu współpracy w dziedzinie edukacji. Następnie czterech ministrów edukacji, którzy uczestniczyli w obchodach 800-lecia paryskiej Sorbony w 1998 r., zgodziło się, że segmentacja europejskiego szkolnictwa wyższego w Europie utrudnia rozwój nauki i edukacji. Podpisali Deklarację Sorbońską. Decyzja o udziale w dobrowolnym procesie tworzenia Europejskiego Obszaru Szkolnictwa Wyższego (EOSW) została sformalizowana rok później w Bolonii przez przedstawicieli 29 krajów (Deklaracja Bolońska, 1999 r.). Oczywiście było to wyjątkowe porozumienie, ponieważ dziś proces obejmuje 47 państw członkowskich z 49 krajów, które ratyfikowały Europejską Konwencję Kulturalną Rady Europy (1954).
Cele Deklaracji Sorbońskiej zostały potwierdzone w 1999 r. przy podpisaniu Deklaracji Bolońskiej, która wzywała do zwiększenia konkurencyjności Europejskiego Obszaru Szkolnictwa Wyższego, podkreślając potrzebę zachowania niezależności i niezależności wszystkich instytucji szkolnictwa wyższego. Wszystkie postanowienia Deklaracji Bolońskiej zostały ustanowione jako środki dobrowolnego procesu zatwierdzania, a nie jako wiążące zobowiązania prawne.

## Konferencje ministerialne
W ramach Deklaracji Bolońskiej co dwa lata odbywają się konferencje ministrów, którzy wyrażają swoją wolę w formie komunikatu. W komunikacie praskim z 2001 r. liczba państw członkowskich została zwiększona do 33, a także rozszerzono cele w kontekście kształcenia ustawicznego z udziałem studentów jako aktywnych uczestników zwiększania atrakcyjności i konkurencyjności Europejskiego Obszaru Szkolnictwa Wyższego.
Następna konferencja ministerialna odbyła się w Berlinie w 2003 r. Komunikat berliński zwiększył liczbę krajów uczestniczących w procesie bolońskim do 40. Główne postanowienia niniejszego komunikatu dotyczą rozszerzenia celów w zakresie zachęcania do łączenia Europejskiego Obszaru Szkolnictwa Wyższego z Europejską Przestrzenią Naukową (Europejska Przestrzeń Badawcza), a także środki promujące edukację wysokiej jakości.
W 2005 r. w Bergen odbyła się konferencja ministerialna. W komunikacie końcowym podkreślono znaczenie zapewnienia bardziej dostępnego szkolnictwa wyższego, a także zwiększenia atrakcyjności europejskiego obszaru szkolnictwa wyższego w innych częściach świata.
W komunikacie londyńskim z 2007 r. liczba krajów została zwiększona do 46.
W 2009 roku konferencja odbyła się w belgijskim mieście Louvain-la-Neuve (New Leuven). Główne pytania robocze dotyczyły planów na następną dekadę. Wszystkie te kwestie zostały opisane w komunikacie końcowym, wskazującym nowy kierunek procesu bolońskiego – głębszą reformę, która zapewni zakończenie procesu wdrażania procesu bolońskiego. Kolejna zmiana dotycząca wewnętrznych mechanizmów związanych z przewodnictwem w Radzie Bolońskiej. Jeśli wcześniej procesowi bolońskiemu przewodniczył kraj, który był szefem UE, teraz proces ten odbędzie się pod przewodnictwem dwóch krajów: kraju sprawującego prezydencję w UE i państwa spoza UE, na przemian w kolejności alfabetycznej.
Kolejna konferencja ministerialna odbyła się w marcu 2010 roku. Punktem spotkania jest Budapeszt-Wiedeń. Konferencja zbiegła się z rocznicą – dziesiątą rocznicą procesu bolońskiego. Na cześć rocznicy nastąpiło oficjalne ogłoszenie utworzenia Europejskiego Obszaru Szkolnictwa Wyższego, co oznacza, że cel wyznaczony w Deklaracji Bolońskiej został osiągnięty. Ponadto od czasu tej konferencji Europejski Obszar Szkolnictwa Wyższego został rozszerzony do 47 krajów.